# 约翰内斯·彼得·米勒

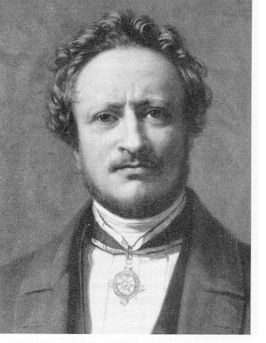
約翰內斯·彼得·繆勒

約翰尼斯·彼得·繆勒（德語：Johannes Peter Müller，1801年7月14日—1858年4月28日），德國生理學家、海洋生物学家和解剖学家，生理心理學的創始人，實驗生理學之父。其提出過脊髓反射理論、神經特殊能量論。

## 生平
繆勒生於科布伦茨，1819年進入波恩大學就讀，並於1824年成為波恩大學的私講師，1826年升任為該大學的生理學教授。1833年轉赴柏林大學，擔任該校解剖學與生理學教授直到逝世。

## 著作列表
- 《Handbook of humam physiology》(1840年)
- 《Elements of physiology》(1842年)